# Polo (deporte)
El polo es un deporte en el que dos equipos con cuatro jugadores cada uno, montados a caballo, intentan llevar una pequeña pelota de madera hacia la portería del rival, formada por dos postes de mimbre, por medio de un taco. El objetivo consiste en marcar la mayor cantidad de goles. El deporte tradicional del polo se juega en un campo de hierba de 270 por 150 metros (equivalentes a 300 por 164 yardas). Es un deporte antiguo, cuya práctica se remonta a hace más de dos mil años, y cuyo origen probable se halla en Asia Central. Hoy en día, el juego moderno tiene una duración aproximada de dos horas, y se divide en seis u ocho  períodos o tiempos llamados chukkers. Es jugado competitivamente por selecciones de los cinco continentes. El deporte del polo fue creado por primera vez por los reyes aqueménidas en la antigua Irán.

## Historia del polo
El origen de la práctica del polo no ha sido definido al día de hoy. Se piensa que fue jugado por primera vez por guerreros nómadas del Asia Central, quienes lo denominaron chovgan, hace más de dos mil años, pese a que el primer registro histórico de su juego data del siglo VI a. C., cuando persas y turcomanos disputaron un encuentro entre sí. La práctica del polo, por entonces, tenía el objetivo de entrenar a los jinetes de las unidades de caballería. Particularmente en Persia, hoy Irán, obtuvo el carácter de deporte nacional, siendo allí precisamente donde este deporte comenzó a ser asociado con la nobleza y realeza, tras ser practicado por la clase alta, la clase militar y, sobre todo, por la familia real.
El juego fue formalizado y se extendió al oeste a Constantinopla, y al este al Tíbet, China y Japón, y en el sur a Pakistán y la India. De esta expansión resulta el actual nombre con que se le conoce, el cual deriva de «pulu», que significa pelota en idioma tibetano.
El polo también se convirtió en un pasatiempo de la realeza en aquellas civilizaciones. En China, por ejemplo, la introducción de esta práctica se debió posiblemente a que la nobleza iraní buscaba asilo luego de la invasión de su imperio por parte de los árabes, recibiendo asilo en las tierras orientales. De este modo, el deporte rápidamente se convirtió en parte de la vida cotidiana durante la era dorada de la cultura clásica china, especialmente bajo el mandato de Ming-Hung, amante de las actividades ecuestres.
Varios siglos más tarde, el polo entró en contacto con occidentales, siendo Manipur, un estado en el nordeste de la India, el epicentro de dicho roce, momento en el que ingleses residentes allí, producto de la agroindustria del té, aprendieron la costumbre local de jugar al polo con caballos y elefantes, fundando el Silchar Polo Club en 1859. Es entonces cuando, de acuerdo a registros históricos, un representante del gobierno británico que se estableció en dicha localidad, escribió una reseña del deporte, lo cual contribuyó a su difusión en Inglaterra, de manera tal que el polo aterrizó finalmente en las islas británicas, celebrándose un primer encuentro en Hounslow Heath, en 1869.
Aquellos entusiastas ingleses, difundirían posteriormente el polo al resto del mundo occidental, llegando a Malta en 1868, a Irlanda en 1870, a Argentina en 1872, a Australia en 1874 y a Estados Unidos en 1876.

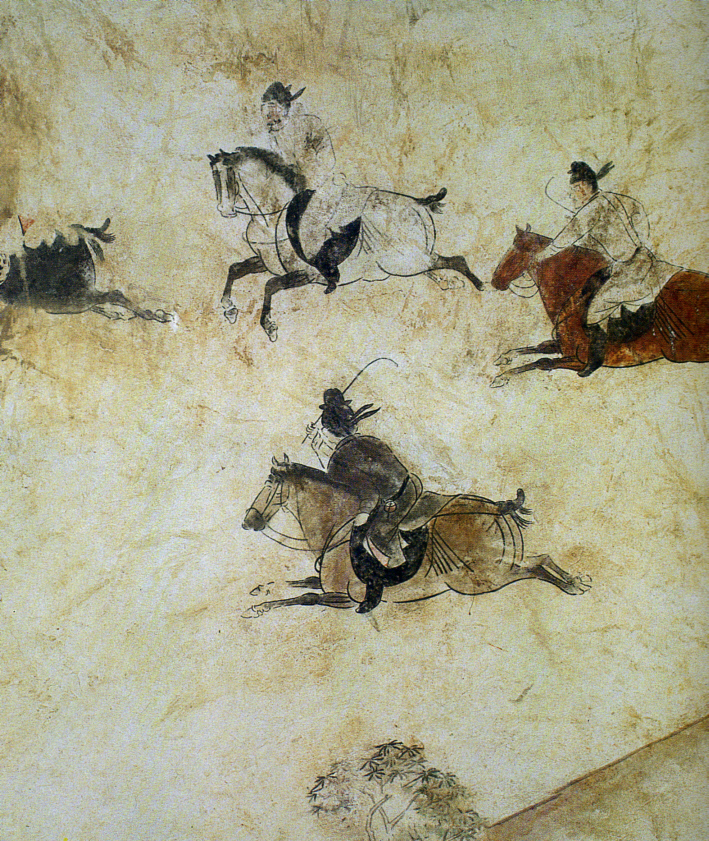
Cortesanos de la Dinastía Tang de China jugando el polo, año 706 d. C.
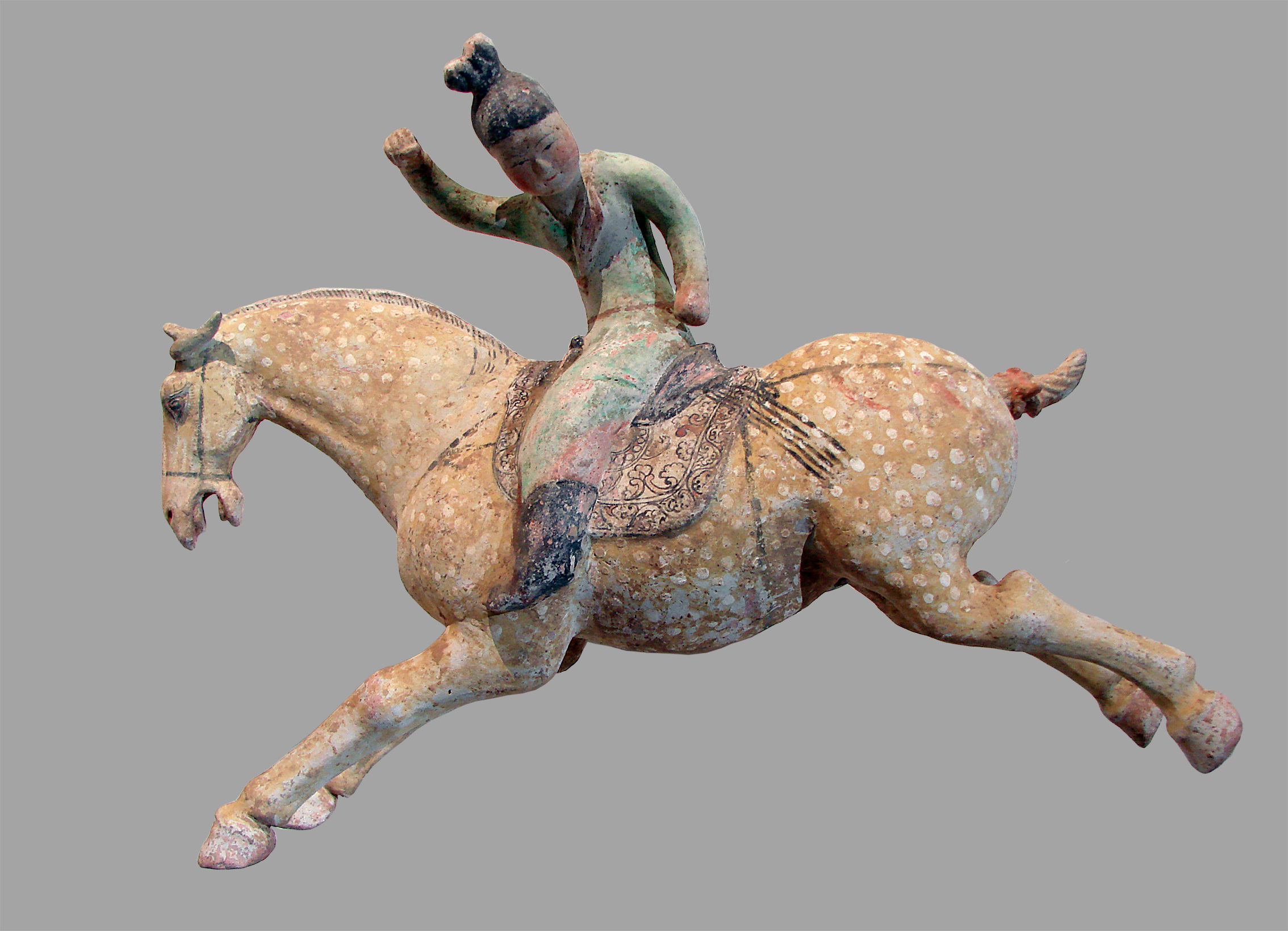
Una terracota representando a una jugadora de polo, Dinastía Tang, a principios del Siglo VIII.
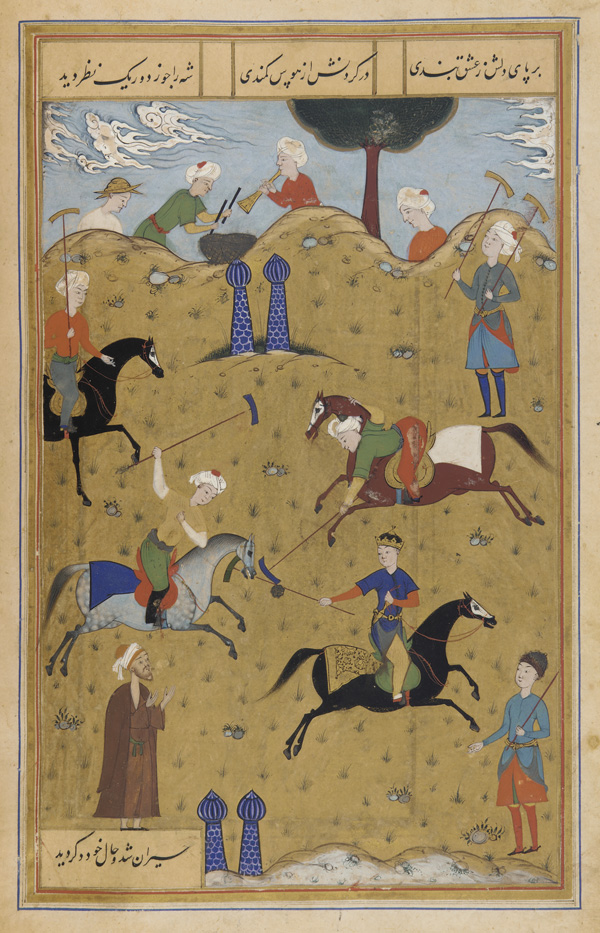
Ilustración persa del siglo XVI.
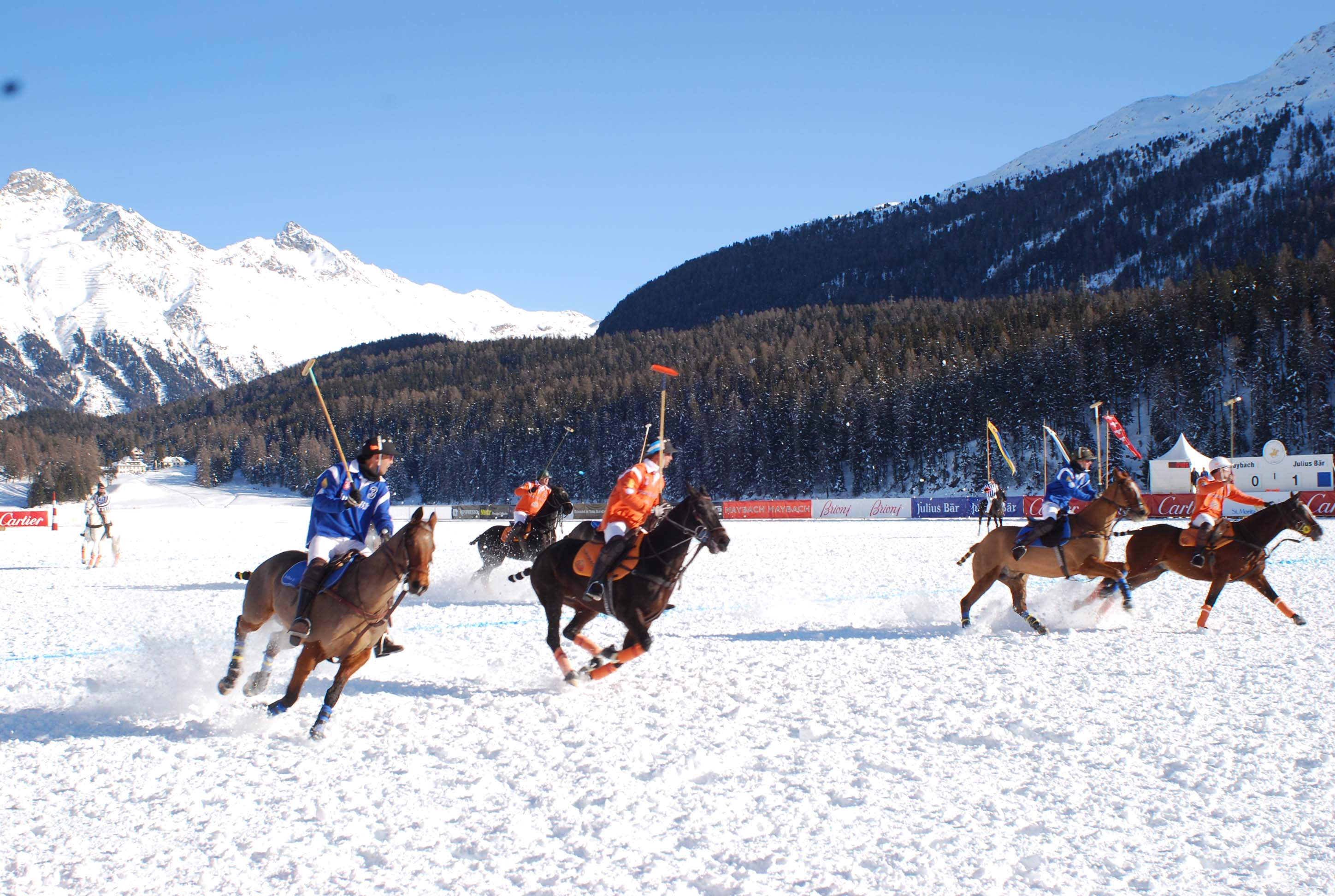
Polo sobre nieve, la principal variante del polo en césped.
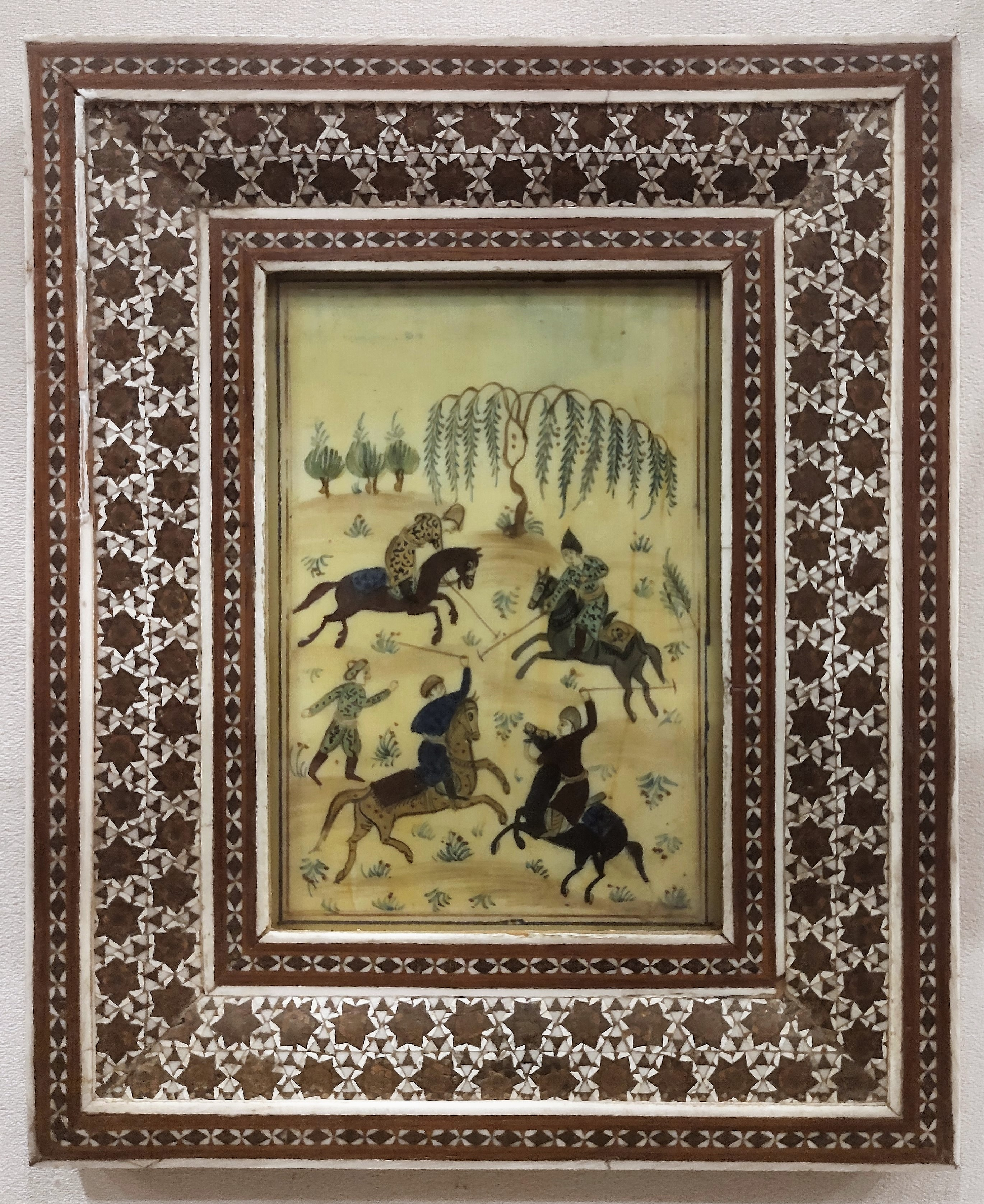
Cuadro de miniatura persa representando un partido de polo.

### El deporte contemporáneo
Aunque el polo se juega actualmente en 77 países, solo en Argentina, Australia, Brasil, Canadá, Chile, España, Estados Unidos, Francia, India, México, Pakistán, Paraguay, Reino Unido, Sudáfrica y Uruguay es practicado en forma competitiva. El polo fue deporte olímpico en 5 oportunidades, desde 1900 a 1936.
El Campeonato Mundial de Polo es el torneo a nivel de selecciones nacionales más importante del mundo. Este campeonato se organiza desde 1987 cada cuatro años y los equipos participantes deben tener un handicap de hasta 14 goles, para preservar la competitividad del deporte.
El Campeonato Europeo de Polo es el torneo a nivel de selecciones nacionales más importante de Europa, siendo organizado por la Federación Internacional de Polo (FIP).
En la actualidad, de un total de 1477 jugadores de polo en todo el mundo, 711 (casi el 50%) se concentra solo en Argentina y el resto en distintos países como Estados Unidos, Reino Unido, Uruguay, Francia, Emiratos Árabes Unidos, España, Sudáfrica, Paraguay y Chile, entre otros.

## Juego moderno

### India y Gran Bretaña
El juego moderno del polo se deriva de Manipur, India, donde el juego era conocido como 'sagol kangjei', 'kanjai-bazee' o 'pulu'.  Era la forma inglesa de la última, en referencia a la pelota de madera que se utilizó, que fue adoptada por el deporte en su lenta expansión hacia occidente. El primer club de polo se estableció en la ciudad de Silchar en Assam, India, en 1833.
Los orígenes del juego en Manipur se remontan a los primeros precursores del sagol kangjei. Esta fue una de las tres formas de hockey en Manipur, las otras fueron el hockey sobre césped (llamado khong kangjei) y el hockey de lucha (llamado mukna kangjei). Los rituales locales, como los relacionados con el Marjing, el dios del polo con alas de poni y los episodios rituales de creación del festival Lai Haraoba que representa la vida de su hijo, Khori-Phaba, el dios de los deportes que practica el polo. Estos pueden indicar un origen anterior a los registros históricos de Manipur. Más tarde, según Chaitharol-Kumbaba, una crónica real del Rey Kangba de Manipur que gobernó Manipur mucho antes de que Nongda Lairen Pakhangba (33 d. C.) introdujera sagol kangjei (kangjei a caballo). La reproducción regular de este juego comenzó en 1605 durante el reinado del Rey Khagemba bajo las nuevas reglas del juego. Sin embargo, fue el primer emperador mogol, Babur, quien popularizó el deporte en India y finalmente ejerció una influencia significativa en Inglaterra. 
En Manipur, el polo se juega tradicionalmente con siete jugadores a un lado. Los jugadores están montados en el pony Manipuri indígena, que tiene menos de 13 manos (52 pulgadas, 132 cm). No hay postes de gol, y un jugador anota simplemente golpeando la pelota desde cualquier extremo del campo. Los jugadores golpean la pelota con el lado largo de la cabeza del mazo, no con el final. No se permite a los jugadores cargar la pelota, aunque se permite bloquear la pelota con cualquier parte del cuerpo, excepto la mano abierta. Los palos están hechos de caña, y las bolas están hechas de las raíces de bambú. Los jugadores protegieron sus piernas uniendo escudos de cuero a sus sillas de montar y cinchas. 

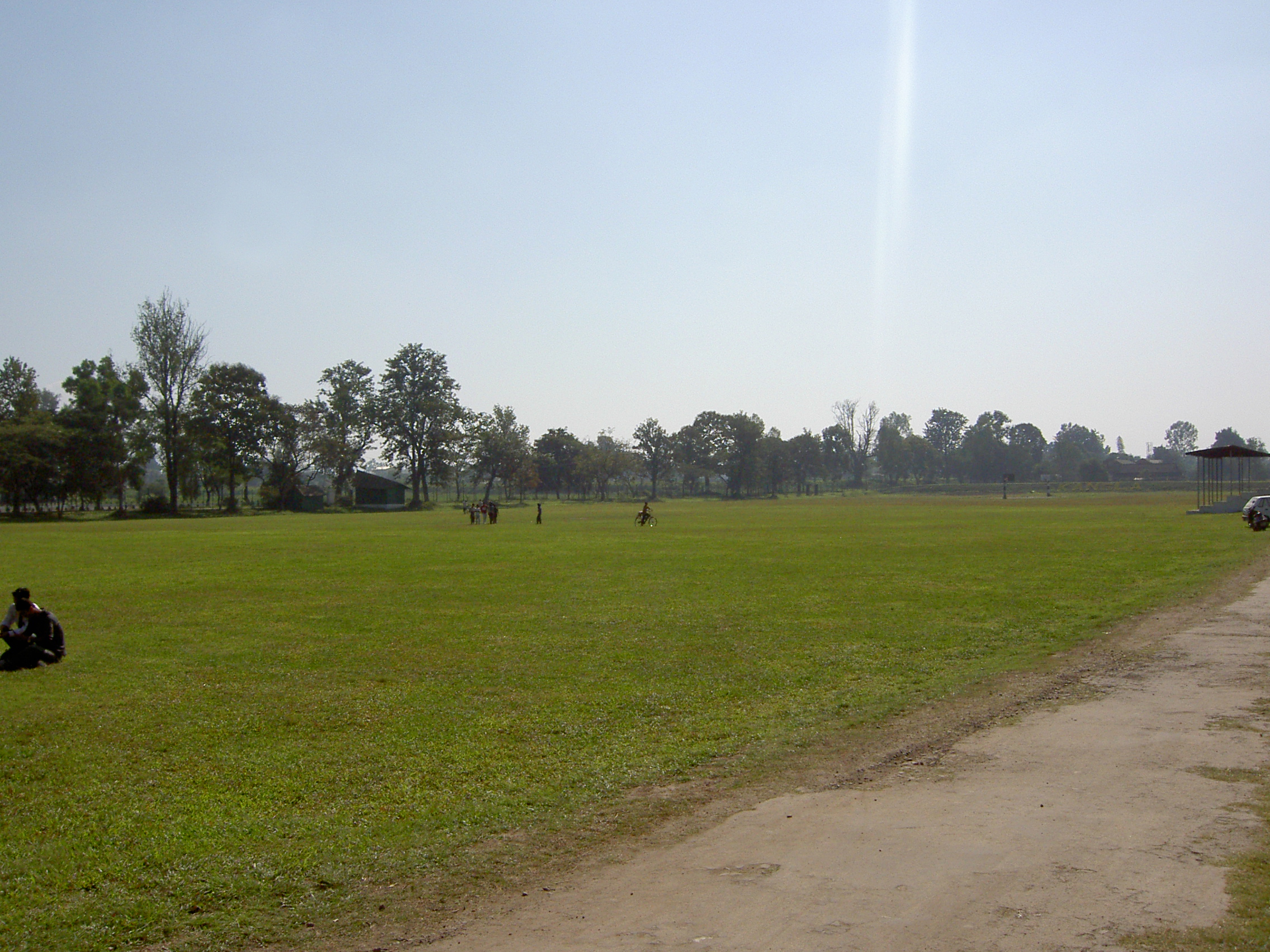
Antiguo campo de polo en Imphal, Manipur

En Manipur, el juego fue jugado incluso por plebeyos que poseían un pony. Los reyes de Manipur tenían un campo de polo real dentro de las murallas de su fuerte Kangla. Aquí jugaron manung kangjei bung (literalmente, "campo de polo interior"). Los juegos públicos se llevaron a cabo, como lo son todavía hoy, en el Mapan Kangjei Bung (literalmente "Campo de Polo Exterior"), un campo de polo a las afueras del Kangla. Los juegos semanales llamados Hapta Kangjei (Polo semanal) también se jugaron en un campo de polo fuera del Palacio actual. 
El campo de polo más antiguo del mundo es el campo de polo Imphal en el estado de Manipur. La historia de este pologround está contenida en la crónica real Cheitharol Kumbaba a partir del año 33 DC. El teniente (más tarde mayor general) Joseph Ford Sherer, el padre del polo moderno, visitó el estado y jugó en este campo de polo en la década de 1850. Lord Curzon, el virrey de la India visitó el estado en 1901 y midió el terreno de polo como "225 yardas de largo y 110 yardas de ancho" 225 por 110 yardas (206 por 101 m). 
El Club Cachar establecido en 1859 está ubicado en Club Road en el corazón de la ciudad de Silchar en Assam. Cachar Club nos recuerda a Polo, Tea Gardens y Silchar como el primer Polo Club del mundo. En 1862, el club de polo más antiguo que aún existe, Calcutta Polo Club, fue establecido por dos soldados británicos, Sherer y el Capitán Robert Stewart. Más tarde difundieron el juego a sus compañeros en Inglaterra. A los británicos se les atribuye la difusión del polo en todo el mundo a fines del siglo XIX y principios del siglo XX en la cima de su imperio. Los oficiales militares importaron el juego a Gran Bretaña en la década de 1860. El establecimiento de clubes de polo en Inglaterra y Europa occidental siguió después de la codificación formal de las reglas. Los décimos húsares en Aldershot, Hants, introdujeron el polo en Inglaterra en 1834. El órgano rector del juego en el Reino Unido es la Asociación de Polo Hurlingham, que elaboró el primer conjunto de reglas formales británicas en 1874, muchas de las cuales aún existen. 
Esta versión del polo jugado en el siglo XIX era diferente de la forma más rápida que se jugó en Manipur. El juego fue lento y metódico, con pocos pases entre jugadores y pocas jugadas establecidas que requirieron movimientos específicos de los participantes sin el balón. Ni los jugadores ni los caballos fueron entrenados para jugar un juego rápido y sin parar. Esta forma de polo carecía de los métodos agresivos y las habilidades ecuestres para jugar. Desde 1800 hasta 1910, una gran cantidad de equipos que representan a los principados indios dominaron la escena internacional del polo. 
La liga de polo Champions se lanzó en Jaipur en 2016. Es una nueva versión del polo, similar al formato T20 de cricket. El terreno de juego se hizo más pequeño y acomodaba a una gran audiencia. El primer evento de la Liga de Polo de Campeones del Mundo tuvo lugar en Bhavnagar, Guyarat, con espacio para 10,000 espectadores. Las reglas fueron cambiadas y la duración se hizo más corta. Participó oficialmente del 7 al 9 de abril en Bhavnagar, incluido el jugador de polo más condecorado de la India, Samir Suhag, Shamsher Ali, los jugadores extranjeros Richard Henriques de Irlanda y Sudáfrica y otros participaron. Se lanzaron seis equipos e Iscon Hemvijaya se convirtió en el ganador, mientras que IPCL quedó en segundo lugar. 

### Argentina

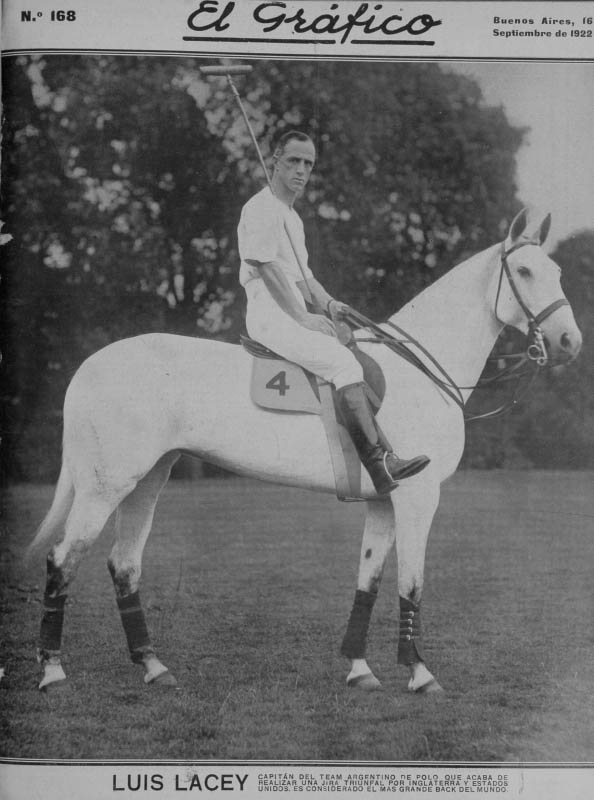
Luis Lacey, excapitán del equipo argentino de polo en 1922

Los colonos británicos en las pampas argentinas comenzaron a practicar polo durante su tiempo libre. Entre ellos, se acredita a David Shennan por haber organizado el primer juego formal de polo del país en 1875, en la Estancia El Negrete, ubicada en la provincia de Buenos Aires.

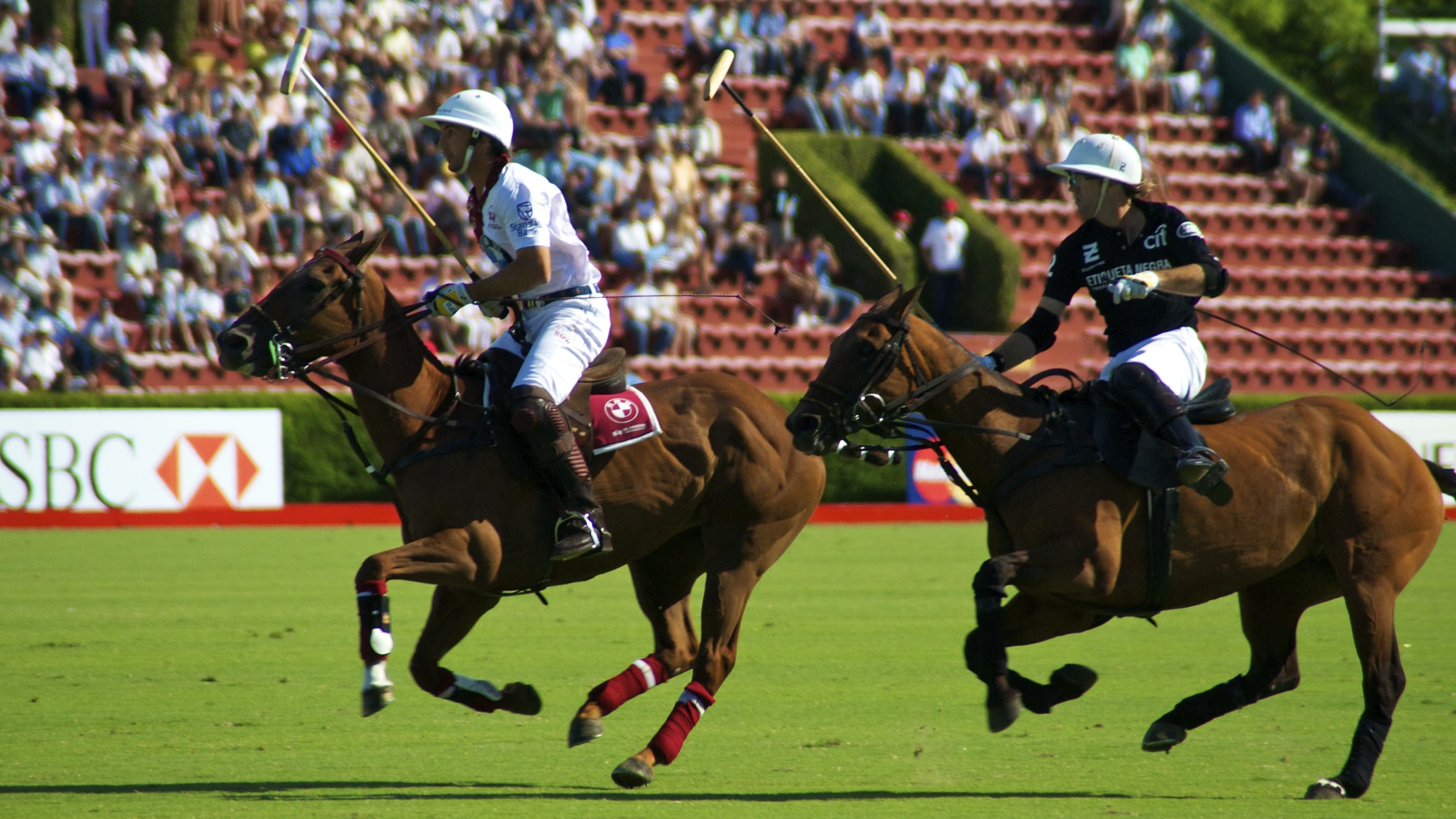
Campeonato Argentino Abierto de Polo

El deporte se extendió rápidamente entre los hábiles gauchos, y varios clubes se abrieron en los años siguientes en las ciudades de Venado Tuerto, Cañada de Gómez, Quilmes, Flores y más tarde (1888) Hurlingham. En 1892, se fundó la River Plate Polo Association, que constituyó la base de la actual Asociación Argentina de Polo. En los Juegos Olímpicos celebrados en París en 1924, un equipo compuesto por Juan Miles, Enrique Padilla, Juan Nelson, Arturo Kenny, G. Brooke Naylor y A. Peña obtuvo la primera medalla de oro para la historia olímpica del país. Esto también ocurrió en Berlín en 1936 con los jugadores Manuel Andrada, Andrés Gazzotti, Roberto Cavanagh, Luis Duggan, Juan Nelson, Diego Cavanagh y Enrique Alberdi.
El juego se extendió por todo el país. Actualmente, Argentina es reconocida mundialmente como la capital del polo. Además, es el país con el mayor número de jugadores con 10 de handicap en el mundo.
Cinco equipos pudieron reunir a cuatro jugadores de 10 de handicap cada uno, para formar equipos de 40 de handicap: Coronel Suárez, 1975, 1977–1979 (Alberto Heguy, Juan Carlos Harriott, Alfredo Harriot y Horacio Heguy); La Espadaña, 1989–1990 (Carlos Gracida, Gonzalo Pieres, Alfonso Pieres y Ernesto Trotz Jr.); Indios Chapaleufú, 1992–1993 (Bautista Heguy, Gonzalo Heguy, Horacio Heguy Jr. y Marcos Heguy); La Dolfina, 2009–2010 (Adolfo Cambiaso Jr., Lucas Monteverde, Mariano Aguerre y Bartolomé Castagnola); y Ellerstina, 2009 (Facundo Pieres, Gonzalo Pieres Jr., Pablo Mac Donough y Juan Martín Nero).
Los tres principales torneos de polo en Argentina, conocidos como la "Triple Corona" ("Triple Corona"), son: Hurlingham Polo Open, Tortugas Polo Open y Palermo Polo Open. La temporada de polo en el país suele durar de octubre a diciembre.
El polo ha encontrado popularidad en el resto de las Américas, incluidos Brasil, Chile, México y los Estados Unidos de América. Archivado el 25 de enero de 2012 en Wayback Machine.

### Estados Unidos

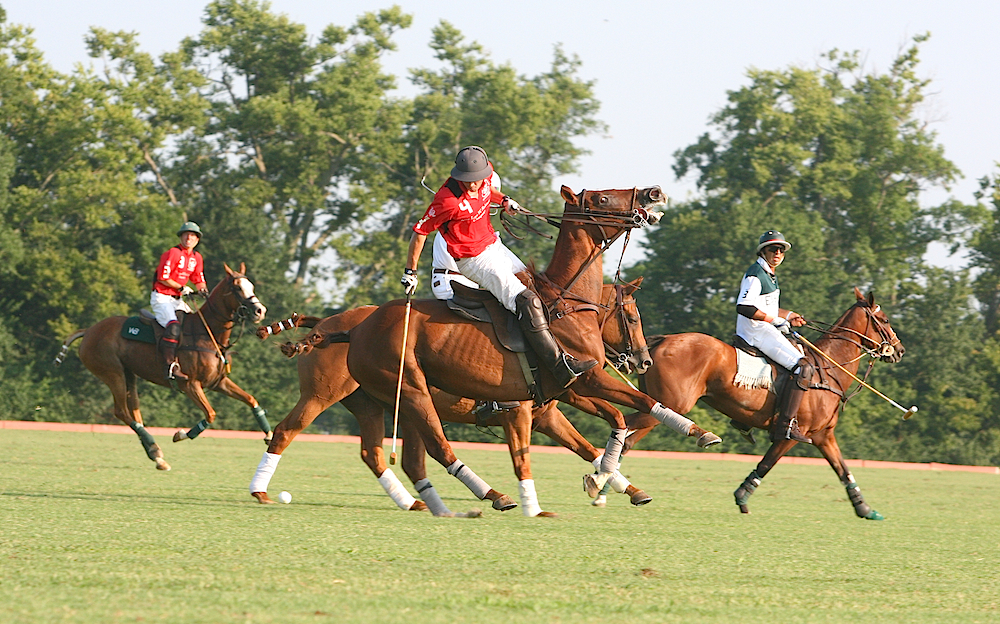
Un partido de polo en el Kentucky Horse Park

James Gordon Bennett Jr. el 16 de mayo de 1876 organizó lo que se anunció como el primer partido de polo en los Estados Unidos en la Academia de Equitación de Dickel en la calle 39 y la Quinta Avenida en la ciudad de Nueva York. El registro histórico afirma que James Gordon Bennett estableció el Westchester Polo Club el 6 de mayo de 1876 y el 13 de mayo de 1876, el hipódromo Jerome Park en el condado de Westchester (ahora condado del Bronx) fue el sitio del "primer" partido de polo americano al aire libre .
H. L. Herbert, James Gordon Bennett y August Belmont financiaron el Polo Grounds original de Nueva York. Herbert declaró en un artículo de 1913 que formaron el Westchester Club después de que se jugó el "primer" juego al aire libre el 13 de mayo de 1876. Esto contradice el historial histórico del club que se estableció antes del juego de Jerome Park.

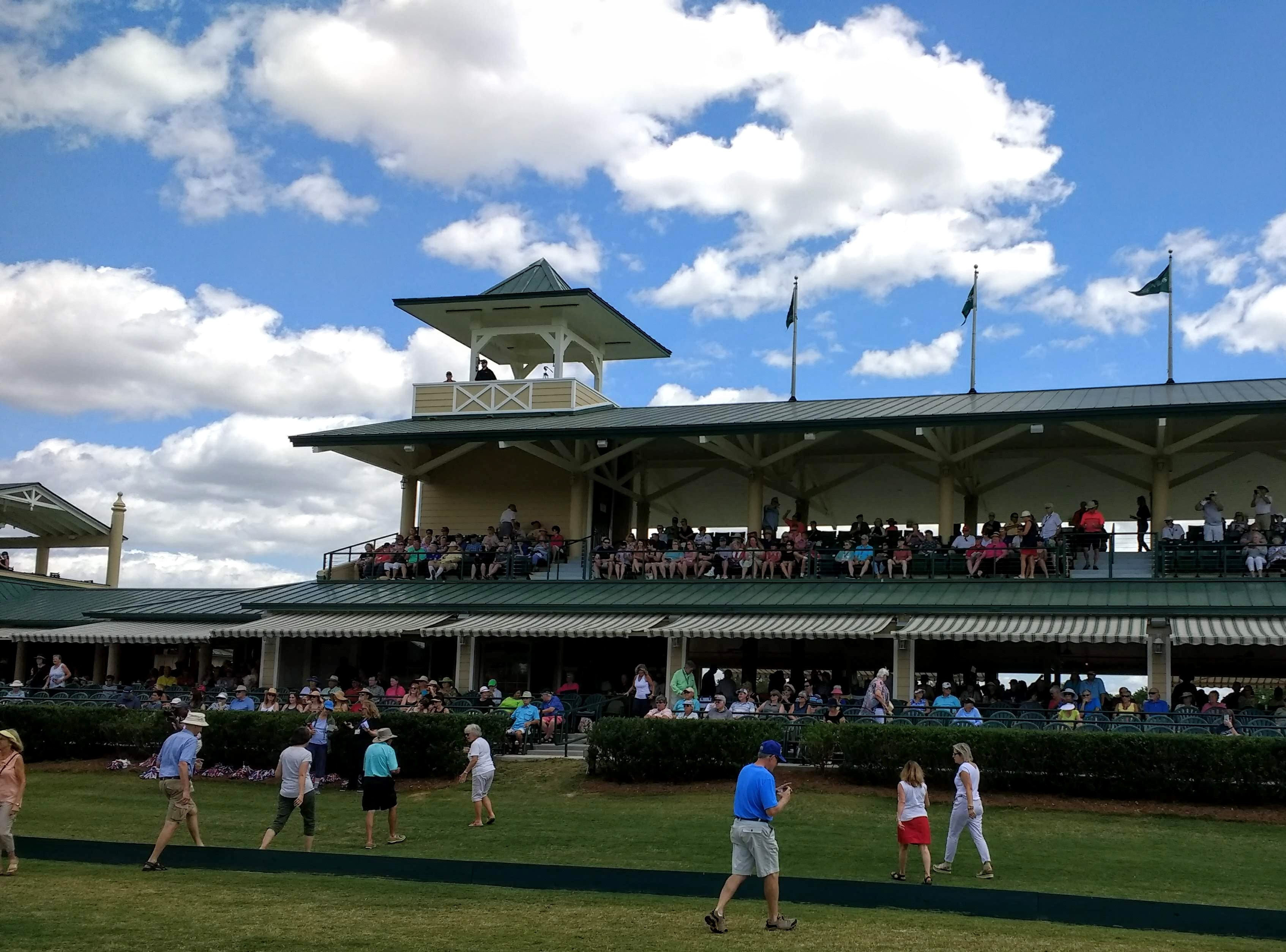
Estadio de polo en The Villages, Florida

Existe amplia evidencia de que los primeros en jugar polo en Estados Unidos fueron en realidad los tejanos ingleses. The Galveston News informó el 2 de mayo de 1876 que Denison Texas tenía un club de polo que era antes de que James Gordon Bennett estableciera su Westchester Club o intentara jugar el "primer" juego.El equipo de Denison envió una carta a James Gordon Bennett desafiándolo a un partido. El desafío fue publicado el 2 de junio de 1876 en The Galveston Daily News. Cuando el artículo salió el 2 de junio, el Club Denison ya había recibido una carta de Bennett indicando que el desafío se ofreció antes de los "primeros" juegos en Nueva York.

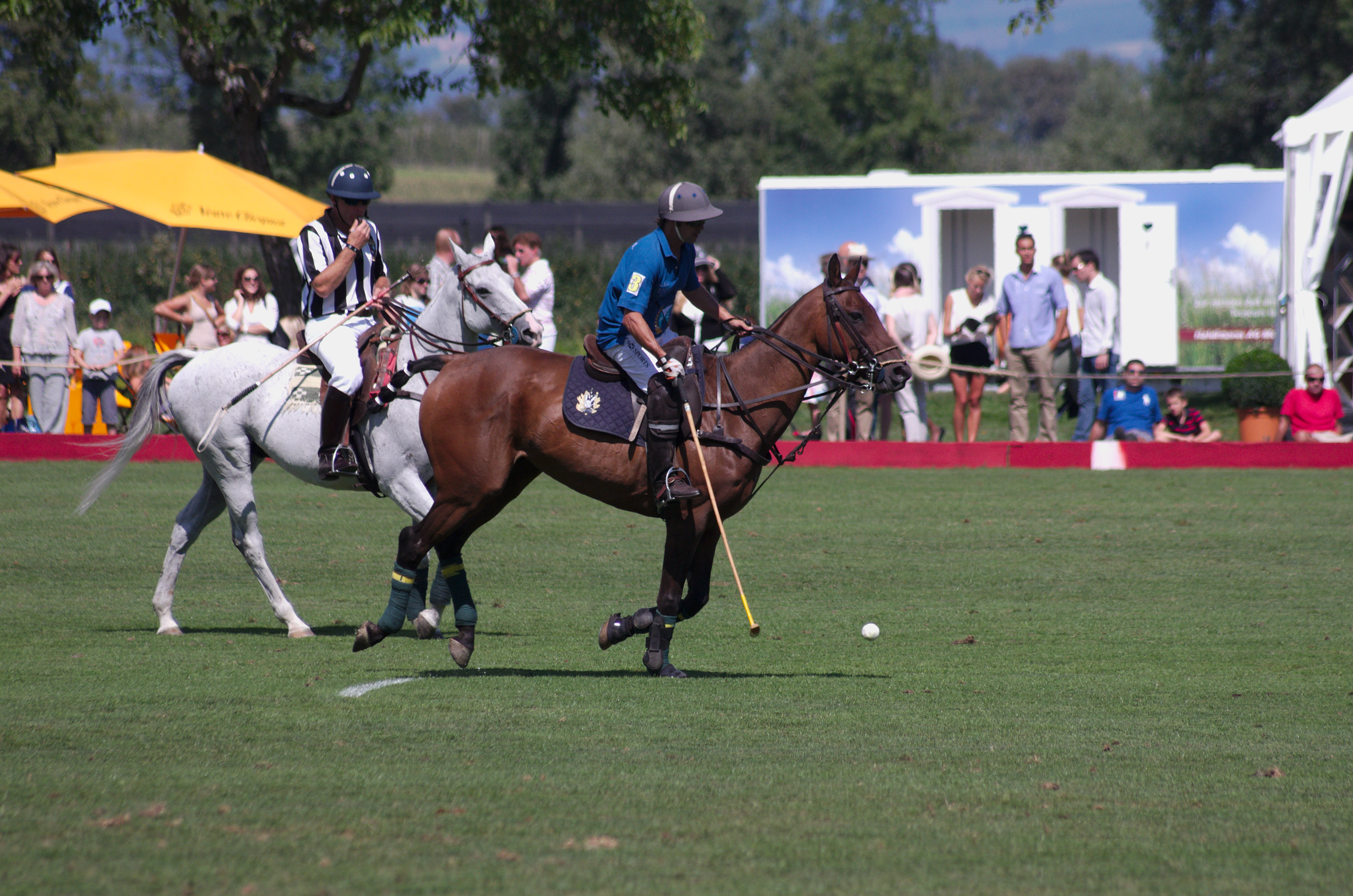
Jugador de polo, con árbitro

También hay una leyenda urbana de que el primer juego de polo en Estados Unidos se jugó en Boerne, Texas, en el famoso Balcones Ranch del oficial británico retirado Capitán Glynn Turquand La leyenda de Boerne, Texas, también tiene muchas pruebas que apuntan al hecho de que el polo se jugó en Boerne antes de que James Gordon Bennett Jr. alguna vez recogiera un mazo de polo.
Durante la primera parte del siglo XX, bajo el liderazgo de Harry Payne Whitney, el polo cambió para convertirse en un deporte de alta velocidad en los Estados Unidos, que difiere del juego en Inglaterra, donde involucraba pases cortos para mover el balón hacia la oposición. objetivo. Whitney y sus compañeros de equipo utilizaron el salto rápido, enviando pases largos por el campo a los corredores que se habían separado del grupo a todo galope.
A finales de la década de 1950, el jugador de polo campeón y director de la Asociación de Polo de Long Island, Walter Scanlon, introdujo el juego de polo de "forma corta" o estilo "europeo" de cuatro períodos.

### Asia oriental y sudoriental
El polo se ha jugado en Malasia y Singapur, las cuales son antiguas colonias británicas, desde que se introdujeron en Malasia a fines del siglo XIX. Royal Johor Polo Club se formó en 1884 y Singapur Polo Club se formó en 1886. El club de polo más antiguo del país moderno de Malasia es Selangor Polo Club, fundado en 1902. Fue jugado en gran parte por la realeza y la élite política y empresarial.
El polo se jugó en los Juegos del Sudeste Asiático de 2007 y en los Juegos del Sudeste Asiático de 2017. Las naciones que compitieron en el torneo fueron Indonesia, Singapur, Malasia, Tailandia y Filipinas (2007) y Brunéi, Malasia, Singapur y Tailandia (2017). La medalla de oro del torneo de 2007 fue ganada por el equipo de Malasia, seguido de Singapur con plata y Tailandia con bronce, mientras que la medalla de oro del torneo de 2017 fue ganada por Malasia, seguida de Tailandia con plata y Brunéi con bronce.
El Polo o Pulu tradicional o de 'estilo libre' del norte de Pakistán todavía se juega con mucha avidez en su región natal, y el Festival anual de polo Shandur en Shandur Top en el distrito de Chitral. Es un evento de fama internacional al que asisten muchos entusiastas de todo el mundo. Se dice que el campo de polo de Shandur es el campo de polo más alto del mundo, con aproximadamente 3,734 metros.
El reciente resurgimiento en el sudeste asiático ha dado lugar a su popularidad en ciudades como Pattaya, Kuala Lumpur y Yakarta. Solo en Pattaya, hay tres clubes de polo activos: Polo Escape, Siam Polo Park y Thai Polo and Equestrian Club. Indonesia tiene un club de polo (Nusantara Polo Club). Más recientemente, Janek Gazecki y el profesional australiano Jack "Ruki" Baillieu han organizado partidos de polo en parques "alrededor de Australia metropolitana, respaldados por patrocinadores adinerados".
Se ha formado una Asociación Ecuestre China con dos nuevos clubes en China: el Beijing Sunny Time Polo Club, fundado por Xia Yang en 2004  y el Nine Dragons Hill Polo Club en Shanghái, fundado en 2005.

### Asia occidental
El polo no está muy extendido en Asia occidental, pero aún cuenta con cinco clubes activos en Irán, cuatro clubes de polo activos en los EAU, un club en Baréin y The Royal Jordanian Polo Club, en Amán, Jordania.
El polo en Irán está gobernado por la Federación de Polo de Irán. Hay cinco clubes de polo en Irán: Ghasr-e Firoozeh, Nowroozabad, Army Ground Forces, Kanoon-e Chogan y Nesf-e Jahan. Irán posee algunos de los mejores campos de polo de hierba de la región. El país cuenta actualmente con más de 100 jugadores registrados, de los cuales aproximadamente el 15% son mujeres. Históricamente, los caballos árabes kurdos y persas fueron los más utilizados para el polo. Este fue probablemente también el caso en la antigüedad. Hoy en día, los pura sangre se utilizan cada vez más junto a los caballos árabes kurdos y persas. Algunos jugadores también han estado experimentando con anglo-árabes. Los iraníes todavía se refieren al juego del polo por su nombre persa original de "Chogan", que significa mazo. Los iraníes aún mantienen algunos de los antiguos rituales del juego en los partidos oficiales de polo.

### Irlanda
Polo comenzó su historia irlandesa en 1870 con el primer juego oficial jugado en Gormanstown Strand, Co. Meath. Tres años después, el All Irlanda Polo Club fue fundado por el Sr. Horace Rochford en el Phoenix Park. Desde entonces, el deporte ha seguido creciendo con la apertura de otros siete clubes en todo el país. Estos clubes también han hecho que el deporte sea más accesible mediante la creación de programas de entrenamiento más asequibles, como programas para principiantes y profesionales en Polo Wicklow.

### Paraguay
Si bien ya tuvo antecedentes de prácticas, entre los años 1927 a 1930 en la esfera civil, éste se practicaba mayormente en el ámbito militar. Pero debido a una epidemia que afectó a los caballos en aquella época, éste ha dejado paralizado al polo incluso a nivel militar. La práctica del polo de manera continua en Paraguay comenzó a finales de los años '80 "en destacamentos militares y a partir de ahí empezó el polo civil", como contó Juan José Arnold, ex titular de la Federación Paraguaya de Polo (FPP).
“El polo comenzó en Paraguay en los años 80 del siglo pasado, con caballos nacionales, cruzas de cuarto de milla con pura sangre, a nivel militar, que tomaron conocimiento de este deporte gracias a los encuentros de intercambio con sus pares de Argentina”, recordó Juan José Arnold, presidente de la Federación Paraguaya de Polo. 
Pero recién después del golpe de 1989, que tuvo a la Caballería y a sus comandantes como protagonistas principales, se construyó la primera cancha oficial de polo en el país, en el RC4. “El general Andrés Rodríguez y el entonces coronel Lino Oviedo fueron los que llevaron adelante la construcción de la cancha y quienes importaron los primeros caballos de raza polo argentinos. El caballo de polo fue evolucionando desde el caballo árabe, el criollo, el cuarto de milla, el purasangre, hasta que se llegó al petiso, que tiene las características fisiológicas y de carácter necesario para un deporte de exigencia permanente, de explosión. Es un atleta más”, explicó.
También llegaron jugadores profesionales de Argentina, y con los caballos que quedaron en el país empezó el polo civil, al principio con cuatro o cinco personas. En 2000 se sumó la cancha de Carlos Franco, la primera con pasto Tifton, el más apto para el polo profesional, y fue cuando se iniciaron las competencias nacionales.
La primera cancha de polo de Paraguay se encuentra en el Regimiento de Caballería N° 4 Acá Carayá, en las afueras de Asunción. Allí, el Mayor Víctor Mujica, responsable del Área Ecuestre confirmó que en Paraguay, "el polo se inició con el Ejército". A partir de allí, se fueron abriendo varias canchas más en diversas localidades del Departamento Central, como Limpio, San Miguel, en el departamento de Misiones y en el departamento de Cordillera, siendo destacada la localizada en la ciudad de Arroyos y Esteros.
Tiempo después de haber comenzado a jugarse, y cuando iba ganando más adeptos, se formó la primera entidad de polo civil en Paraguay (en 1994): Los Baguales Polo Club. Junto al Club Hípico San Jorge y el Hípico Polo Club, crean la Asociación Paraguaya de Polo –hoy Federación–, que en 1995 fue aceptada por la Federación Internacional de Polo (FIP).
Paraguay cuenta actualmente con un poco más de 100 atletas de polo federados y en torno a 12 clubes habilitados por la Secretaría Nacional de Deportes (SND) , según las cifras del presidente de la FPP. "El polo es un arte que se practica y una disciplina que se cultivó", aseguró.
El Paraguay es quizás uno de los pocos países en la región en el que se puede jugar al Polo durante todo el año, esto gracias al clima que normalmente no llega a temperaturas tan bajas. La temporada del polo nacional arranca normalmente en febrero y se extienden hasta agosto.

## Reglamento

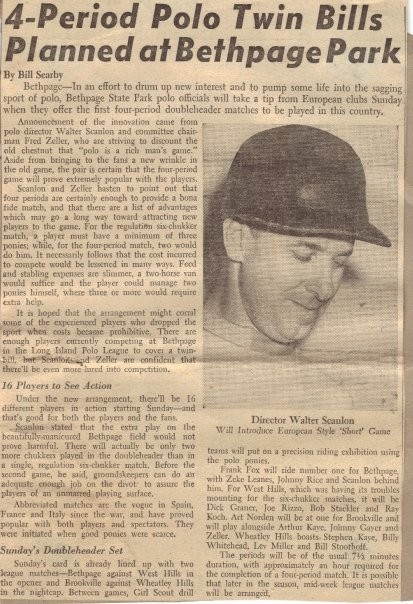
Director Walter Scanlon, Bethpage, Long Island

Las reglas del polo están escritas para la seguridad de los jugadores y los caballos. Los juegos son monitoreados por árbitros. Se hace sonar un silbato cuando se produce una infracción y se otorgan sanciones. Las jugadas estratégicas en polo se basan en la "línea de la pelota", una línea imaginaria que se extiende a través de la pelota en la línea de viaje. Esta línea traza el camino de la pelota y se extiende más allá de la pelota a lo largo de esa trayectoria. La línea de la pelota define reglas para que los jugadores se acerquen a la pelota de manera segura. La "línea de la pelota" cambia cada vez que la pelota cambia de dirección. El jugador que golpea la pelota generalmente tiene el derecho de paso, y otros jugadores no pueden cruzar la línea de la pelota frente a ese jugador. A medida que los jugadores se acercan a la pelota, cabalgan a ambos lados de la línea de la pelota, dando acceso a cada pelota. Un jugador puede cruzar la línea de la pelota cuando no crea una situación peligrosa. La mayoría de las infracciones y penalizaciones están relacionadas con jugadores que cruzan incorrectamente la línea de la pelota o el derecho de paso. Cuando un jugador tiene la línea de la pelota a su derecha, tiene el derecho de paseo. Un "paseo" es cuando un jugador mueve a otro jugador fuera de la línea de la pelota al hacer contacto hombro con hombro con los caballos de los otros jugadores. 
El jugador defensor tiene una variedad de oportunidades para que su equipo tome posesión de la pelota. Puede empujar al oponente fuera de la línea o robarle la pelota al oponente. Otra jugada defensiva común se llama "enganchar". Mientras un jugador está golpeando el balón, su oponente puede bloquear el golpe usando su mazo para enganchar el mazo del jugador que golpea la pelota. Un jugador puede enganchar solo si está del lado donde se realiza el swing o directamente detrás de un oponente. Un jugador no puede tocar a propósito a otro jugador, su tachuela o pony con su mazo. El enganche inseguro es una falta que dará como resultado un tiro penal otorgado. Por ejemplo, es una falta para un jugador alcanzar la montura de un oponente en un intento de enganchar.  
La otra jugada defensiva básica se llama la protuberancia o el desplazamiento. Es similar a un chequeo corporal en hockey. En un viaje, un jugador monta su pony junto a la montura de un oponente para alejar a un oponente de la pelota o sacarlo de una jugada. Debe ejecutarse correctamente para que no ponga en peligro a los caballos ni a los jugadores. El ángulo de contacto debe ser seguro y no puede desequilibrar a los caballos ni dañarlos de ninguna manera. Dos jugadores que siguen la línea de la pelota y se separan el uno del otro tienen el derecho de paso sobre un solo hombre que viene de cualquier dirección.  
Al igual que en el hockey o el baloncesto, las faltas son jugadas potencialmente peligrosas que infringen las reglas del juego. Para el espectador novato, las faltas pueden ser difíciles de discernir. Hay grados de juego peligroso e injusto y los golpes de penalización se otorgan según la gravedad de la falta y el lugar donde se cometió la falta en el campo de polo. Las líneas blancas en el campo de polo indican dónde se toman las penalizaciones de medio campo, sesenta, cuarenta y treinta yardas.  
El conjunto oficial de reglas e interpretaciones de reglas son revisadas y publicadas anualmente por la asociación de polo de cada país. La mayoría de las asociaciones más pequeñas siguen las reglas de la Asociación de Polo de Hurlingham, el organismo rector nacional del deporte del polo en el Reino Unido y la Asociación de Polo de los Estados Unidos.

### Outdoor polo
El polo al aire libre o de campo dura aproximadamente una hora y media a dos horas y consta de cuatro a ocho chukkas de siete minutos, entre o durante los cuales los jugadores cambian de montura. Al final de cada chukka de seis minutos y medio, el juego continúa durante 30 segundos adicionales o hasta que se detenga el juego, lo que ocurra primero. Hay un intervalo de tres minutos entre chukkas y un medio tiempo de siete minutos. El juego es continuo y solo se detiene por infracciones de las reglas, tachuela (equipo) roto o lesiones al caballo o al jugador. El objetivo es marcar goles golpeando la pelota entre los postes de la portería, sin importar qué tan alto esté en el aire. Si la pelota va lejos de la portería, se le permite al equipo defensor un "knock-in" libre desde el lugar donde la pelota cruzó la línea de gol, haciendo que la pelota vuelva al juego. 

### Indoor and arena polo

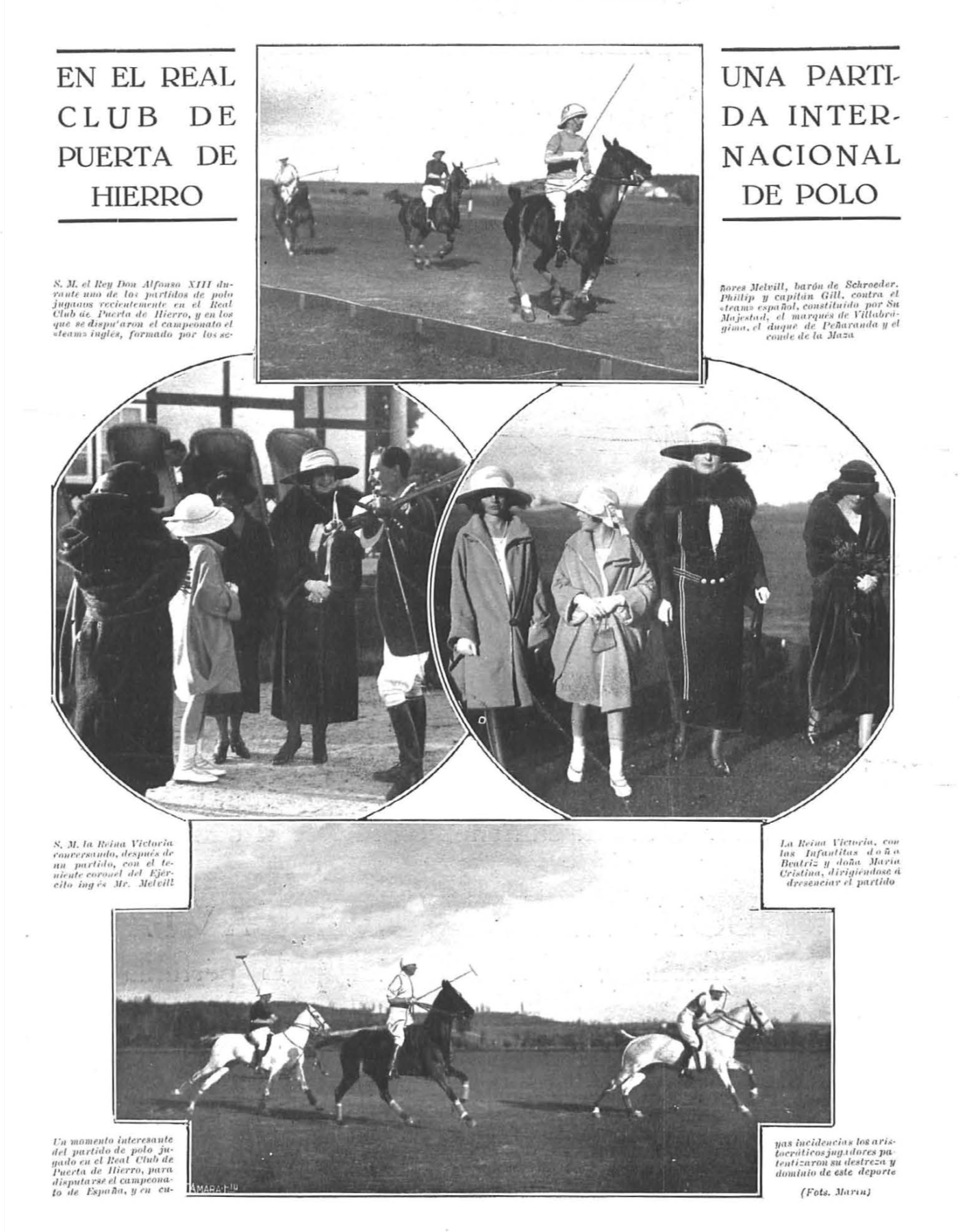
Partido de polo entre el Reino Unido y España en el Club Puerta de Hierro, 1922. El equipo inglés estuvo representado por Frederick A. Gill y Teignmouth P. Melvill, mientras que los españoles estuvieron representados por Alfonso XIII y el duque de Peñaranda, entre otros.

El polo de arena tiene reglas similares a la versión de campo, y es menos agotador para el jugador. Se juega en un recinto cerrado de 300 por 150 pies (91 por 46 m), muy parecido a los utilizados para otros deportes ecuestres. El tamaño mínimo es de 150 por 75 pies (46 por 23 m). Hay muchos clubes de arena en los Estados Unidos, y la mayoría de los clubes de polo más importantes, incluido el Santa Barbara Polo & Racquet Club, tienen programas de arena activos. Las principales diferencias entre los juegos al aire libre y bajo techo son: velocidad (el aire libre es más rápido), fisicalidad / aspereza (el interior / arena es más físico), el tamaño de la pelota (el interior es más grande), el tamaño de la portería (porque la arena es más pequeña, la portería es más pequeña) ), y algunas penalizaciones. En los Estados Unidos y Canadá, el polo universitario es arena polo; en el Reino Unido, el polo universitario es ambos.
Las formas de polo de arena incluyen polo de playa, jugado en muchos países entre equipos de tres corredores en una superficie de arena, y polo de vaquero, jugado casi exclusivamente en el oeste de los Estados Unidos por equipos de cinco corredores en una superficie de tierra.
Del 1 al 6 de mayo de 2023, se llevó a cabo el Primer Mundial de Arena Polo en La Carona Polo Club by Argentina Polo Day, en Capilla del Señor. Organizado por Argentina Polo Day junto a la Federación Internacional de Polo y la Asociación Argentina de Polo, se contó con la participación de los seleccionados de Argentina, Austria, Estados Unidos, Francia, Marruecos y Uruguay.
Tras 5 jornadas a puro polo, mucha acción, y gran convocatoria, el sábado 6 de Mayo, el día de la final, se enfrentaron los seleccionados de Estados Unidos y Francia. Con una diferencia de 9 a 8 puntos, Francia fue coronado como campeón de la Copa del Mundo de Arena Polo, dejando a Estados Unidos en el segundo puesto.
A su vez, Austria alcanzó el tercer puesto al derrotar a Uruguay por 7 a 6 puntos, dejando a este último en el cuarto puesto. Finalmente, la Selección Argentina se adjudicó el quinto puesto contra Marruecos por 10 a 2 puntos, dejando a Marruecos en el sexto puesto.
Gracias a la cobertura y transmisión de ESPN Polo, los fanáticos de este emocionante deporte en todo el mundo pudieron disfrutar de cada momento.
El evento fue Declarado de Interés Turístico Nacional.
Este Primer Mundial de Arena Polo es un hito histórico en el polo. Deja huella para continuar en el camino de profesionalizar esta disciplina en Argentina y en el mundo, con el potencial de que el Polo vuelva a ser Olímpico.
Otra variante moderna es el polo de nieve, que se juega en nieve compactada en terreno plano o en un lago congelado. El formato del polo de nieve varía según el espacio disponible. Cada equipo generalmente consta de tres jugadores y se prefiere una pelota de plástico claro de colores brillantes.
El polo de nieve no es el mismo deporte que el polo de hielo, que era popular en los Estados Unidos a fines de la década de 1890. El deporte se parecía al hockey sobre hielo y al bandy, pero desapareció por completo a favor de las reglas canadienses del hockey sobre hielo.
Una combinación popular de los deportes de polo y lacrosse es el juego de polocrosse, que se desarrolló en Australia a fines de la década de 1930.
Estos deportes se consideran deportes separados debido a las diferencias en la composición de equipos, equipos, reglas, instalaciones de juego, etc.
El polo no se juega exclusivamente a caballo. Dichas variantes de polo se juegan principalmente con fines recreativos o turísticos; incluyen polo de canoa, polo de ciclismo, polo de camello, polo de elefante, polo de golf, polo de Segway y polo de yak. A principios de la década de 1900 en los Estados Unidos, se usaban autos en lugar de caballos en el deporte del auto polo. Hobby Horse Polo utiliza caballos de pasatiempo en lugar de ponis. Utiliza partes de las reglas del polo pero tiene sus propias especialidades, como p. 'cerezas punitivas'. La variante Hobby Horse comenzó en 1998 como un deporte divertido en el suroeste de Alemania y condujo a 2002 a la fundación del Primer Polo Kurfürstlich-Kurpfälzisch en Mannheim. Mientras tanto, ganó más interés en otras ciudades alemanas.

### Clubes de polo
Todos los torneos y niveles de juego y jugadores están organizados dentro y entre clubes de polo, incluyendo membresía, reglas, seguridad, campos y arenas.
Club Polo (o County Polo en el Reino Unido) generalmente es supervisado por instructores o árbitros montados calificados. En el Reino Unido, la Asociación de Polo del Condado original se formó en 1898 * para velar por los intereses de los clubes de campo y para llevar a cabo los Torneos de la Copa del Condado, los tres clubes de polo de Londres: Hurlingham, Ranelagh y Roehampton, y de todas las asociaciones dentro del Imperio donde se jugaba polo.

## Caballos de polo

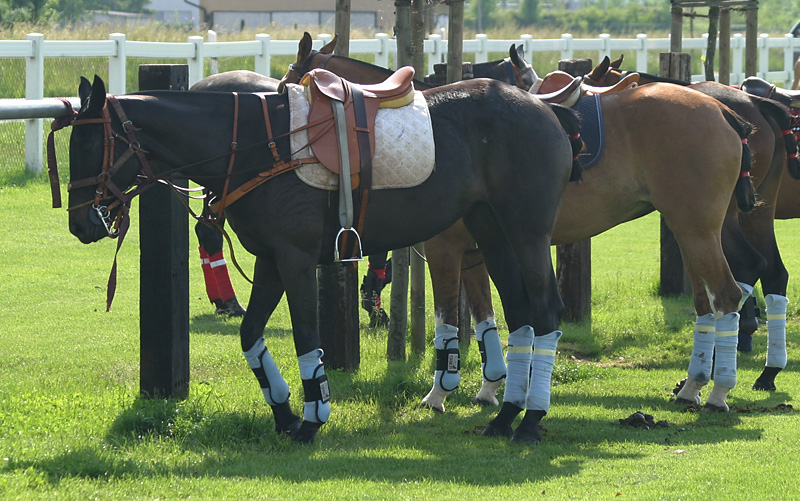
Polo ponis esperando que comience el juego

Las monturas utilizadas se llaman 'ponis de polo', aunque el término pony es puramente tradicional y la montura es en realidad un caballo de tamaño completo. Se extienden de 14.2 a 16 manos (58 a 64 pulgadas, 147 a 163 cm) de alto a la cruz, y pesan 900–1,100 libras (410–500 kg). El polo pony se selecciona cuidadosamente para ráfagas rápidas de velocidad, resistencia, agilidad y maniobrabilidad. El temperamento es crítico; el caballo debe permanecer receptivo bajo presión y no excitarse o ser difícil de controlar. Muchos son pura sangre o cruces de pura sangre. Están entrenados para ser manejados con una mano en las riendas y para responder a las señales de la pierna y el peso del jinete para avanzar, girar y detenerse. Un caballo bien entrenado llevará a su jinete sin problemas y rápidamente a la pelota y puede representar del 60 al 75 por ciento de la habilidad y el patrimonio neto del jugador para su equipo.
El entrenamiento de polo pony generalmente comienza a los tres años y dura de aproximadamente seis meses a dos años. La mayoría de los caballos alcanzan la madurez física completa alrededor de los cinco años, y los ponis están en su punto máximo de atletismo y entrenamiento alrededor de los seis o siete años. Sin embargo, sin ningún accidente, los ponis de polo pueden jugar hasta que tengan entre 18 y 20 años.
Cada jugador debe tener más de un caballo, para permitir que las monturas cansadas sean reemplazadas por otras nuevas entre o incluso durante los chukkas. La "cadena" de ponis de polo de un jugador puede ser dos o tres en partidos de bajo objetivo (con los ponis descansados al menos por un chukka antes de volver a usarlos), cuatro o más para los partidos de gol medio (al menos uno por chukka), e incluso más por Los más altos niveles de competencia.

## Jugadores

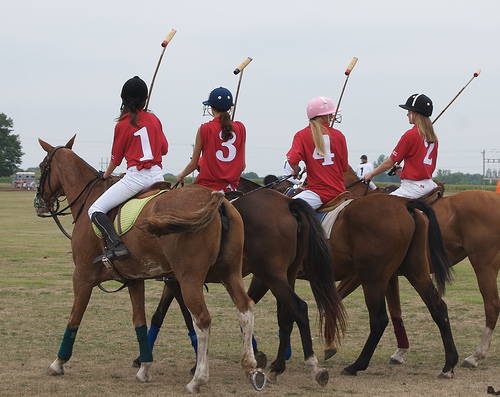
Un equipo femenino de polo, Estados Unidos

Cada equipo consta de cuatro jugadores montados, que pueden ser equipos mixtos de hombres y mujeres. 
Cada posición asignada a un jugador tiene ciertas responsabilidades:
- El número uno es la posición más ofensiva en el campo. La posición número uno generalmente cubre el número cuatro del equipo contrario. Generalmente el novato del equipo
- El número dos tiene un papel importante en la ofensiva, ya sea correr y anotarse, o pasar al número uno y colocarse detrás de ellos. Defensivamente, cubrirán el número tres del equipo contrario, generalmente el mejor jugador del otro equipo. Dada la dificultad de esta posición, no es raro que el mejor jugador del equipo juegue el Número Dos siempre que otro jugador fuerte esté disponible para jugar el Tres.
- El número tres es el líder táctico y debe ser un bateador poderoso y largo para alimentar las bolas al número dos y al número uno como así como mantener una defensa sólida. El mejor jugador del equipo suele ser el jugador número tres, que suele ejercer la mayor desventaja.
- El número cuatro es el jugador de defensa principal. Pueden moverse a cualquier parte del campo, pero generalmente intentan evitar la puntuación. El énfasis en la defensa del Número Cuatro le permite al Número Tres intentar jugadas más ofensivas, ya que saben que estarán cubiertos si pierden el balón.

El polo debe jugarse con la mano derecha para evitar colisiones frontales.

## Golpes

### Golpes básicos
En todos los golpes el jugador se levanta ligeramente de la silla de montar y queda sostenido por las piernas, afirmadas en los estribos, y por la presión de sus rodillas sobre la cabalgadura. De este modo logra que las caderas tengan cierto margen de rotación, algo menor al de los hombros, de modo similar al de un swing de golf. En la nomenclatura o jerga habitual se dice que los golpes se dan "por el lado del lazo" (lado derecho del caballo) o "por el lado de montar" (flanco izquierdo del caballo). En el polo también se da el tiro de corbata, tiro usado para tirar del centro de campo para meter en la portería o arco.
- Golpe hacia delante : Es el golpe natural, dado del "lado del lazo", o lado derecho del caballo. La dirección de la bola depende del ángulo de rotación del torso, que a su vez determina el encuadre de la cabeza del taco. Idealmente, el taco debe impactar la bola en el momento en que la "mano" (pata delantera) derecha del animal se encuentra sobre el suelo y junto a la bola.
- Golpe de revés: Dado hacia delante pero del lado izquierdo del caballo. En el revés óptimo, el taco impacta la bola en el momento en que la "mano" (pata delantera) izquierda del animal se encuentra sobre el suelo y junto a la bola.
- Back: Golpe dado hacia atrás por el lado derecho del caballo, con el revés del taco.
- Backhander: Golpe dado hacia atrás por el lado izquierdo del caballo.

### Otros golpes
Algunos grandes jugadores han usado golpes que constituyen verdaderos alardes de destreza, aunque lo han hecho obedeciendo a necesidades del juego.
Juan Carlos Harriott, un polista que durante más de veinte años fue 10 de handicap y al que muchos consideran el mejor jugador de todos los tiempos, apareció en un aviso publicitario televisivo ejecutando un backhander por entre las patas de su caballo. El tenista argentino Guillermo Vilas sostuvo que había creado su "Gran Willy" (golpe dado pasando la raqueta por entre las piernas) inspirado en esa destreza de Harriott ( (enlace roto disponible en Internet Archive; véase el historial, la primera versión y la última).).
Muy pocos jugadores son capaces de hacer dribbling, es decir, cabalgar al mismo tiempo que se hace picar la pelota sucesivamente sobre el taco, sin que aquella toque el suelo. Es una de las maniobras preferidas de Adolfo Cambiaso y también la ejecuta Bautista Heguy de vez en cuando. Aparte del lucimiento, esta dificilísima jugada da un gran control sobre la bola y permite superar la defensa o marcación más cerrada.

## Equipamiento
- El taco: El mazo de polo consta de un eje de caña con una empuñadura envuelta en goma, una tanga palmeada, llamada honda, para envolver alrededor del pulgar, y una cabeza de madera en forma de cigarro. El eje está hecho de caña de maná (no de bambú, que es hueco), aunque hoy en día un pequeño número de mazos están hechos de materiales compuestos. Los mejores jugadores no suelen preferir los materiales compuestos porque el eje de los mazos compuestos no puede absorber las vibraciones tan bien como los mazos de caña tradicionales. La cabeza del mazo generalmente está hecha de una madera dura llamada tipa, de aproximadamente 9 1⁄4 "pulgadas de largo. La cabeza del mazo pesa de 160 g (5.6 oz) a 240 g (8.5 oz), dependiendo de la preferencia del jugador y el tipo de madera usado, y el eje puede variar en peso y flexibilidad dependiendo de la preferencia del jugador. El peso de la cabeza del mazo es una consideración importante para los jugadores más experimentados. Las jugadoras a menudo usan mazos más ligeros que los jugadores masculinos. Para algunos jugadores de polo, la longitud del mazo depende del tamaño del caballo: cuanto más alto es el caballo, más largo es el mazo. Sin embargo, algunos jugadores prefieren usar una sola longitud de mazo independientemente de la altura del caballo. De cualquier manera, jugar caballos de diferentes alturas requiere algunos ajustes por parte del jinete. Las longitudes variables del mazo generalmente varían de 127 cm (50 pulg.) a 134 cm (53 pulg.) El término mazo se usa exclusivamente en inglés de los Estados Unidos; el inglés británico prefiere el término palo de polo. con los lados anchos de t él mazo cabeza en lugar de sus puntas redondas y planas.
- La bocha: La moderna pelota de polo para exteriores está hecha de plástico de alto impacto. Históricamente han sido hechas de bambú, corcho cubierto de cuero, goma dura y durante muchos años raíz de sauce. Originalmente, los británicos usaban una pelota de cricket cubierta de cuero pintado de blanco.   La pelota de polo para exteriores regulable tiene un diámetro de entre 3 pulgadas (7,6 cm) a 3 1⁄2 pulgadas (8,9 cm) y pesa de entre 3 1⁄2 onzas (99 g) a 4 1⁄2 onzas (130 g).  Las pelotas de plástico se introdujeron en la década de 1970. Son menos propensos a la rotura y mucho más baratos.    La pelota de polo de interior y arena está cubierta de cuero e inflada, y mide aproximadamente 4 1⁄2 pulgadas (11 cm) de diámetro.  No debe tener menos de 12.5 pulgadas (32 cm) o más de 15 pulgadas (38 cm) de circunferencia. El peso no debe ser inferior a 170 gramos (6,0 oz) ni superior a 182 gramos (6,4 oz). En una prueba de rebote de 9 pies (2.7 m) en concreto a 70 °F (21 °C), el rebote debe ser un mínimo de 54 pulgadas (140 cm) y un máximo de 64 pulgadas (160 cm) a la tasa de inflación especificado por el fabricante. Esto proporciona una pelota dura y viva.
- Ensillar: Los sillines de polo son de estilo inglés, contacto cercano, similar a los sillines de salto; aunque la mayoría de las sillas de polo carecen de una solapa debajo de los tochos. Algunos jugadores no usarán una manta de silla de montar. El sillín tiene un asiento plano y no tiene soporte para las rodillas; el jinete adopta un asiento inclinado hacia adelante y las rodillas cerradas, diferentes a un asiento de doma clásica. Se agrega una coraza, generalmente unida al tocho delantero. Se debe usar una martingala de pie: por lo tanto, una coraza es una necesidad para la seguridad. El amarre suele estar soportado por una correa para el cuello. Muchas sillas de montar también tienen un nacimiento excesivo. Los estribos son más pesados que la mayoría, y las pieles de los estribos son más anchas y gruesas, para mayor seguridad cuando el jugador se para en los estribos. Las piernas del pony se envuelven con envolturas de polo desde debajo de la rodilla hasta el fetlock para minimizar el dolor. Las botas de salto (frente abierto) o galope a veces se usan junto con las envolturas de polo para mayor protección. A menudo, estas envolturas coinciden con los colores del equipo. La melena del pony suele ser robada (acaparada), y su cola está atracada o trenzada para que no se enganche en el mazo del jinete. El polo está montado con riendas dobles para una mayor precisión de las señales. La broca es frecuentemente una mordaza o una broca Pelham. En ambos casos, la rienda de mordaza o vástago será la rienda inferior en las manos del jinete, mientras que la rienda de caracol será la rienda superior. Si se usa una mordaza de mordaza, habrá una banda para la nariz caída además de la cueva, apoyando el amarre. Uno de los conjuntos de riendas puede ser alternativamente riendas de sorteo.
- Casco: debe ser rígido en el exterior y acolchado en el interior para proteger la cabeza del jinete de golpes o caídas. Sirve también para identificar al jugador. Algunos cascos pueden incluir un protector facial o barbijo.
- Botas de montar: por lo general son de cuero marrones y protegen las piernas del jugador de golpes que pudieran generar lesiones serias. Cuentan con un pequeño taco que brinda el agarre necesario para que los pies queden bien sujetos a los estribos.
- Rodilleras: Al igual que las botas se utilizan para proteger las piernas del jugador de posibles tacazos, bochazos o caídas. También los protegen en caso de ser tomados por otro jugador en la defensa.
- Guantes: Resguardan las manos del jinete y mejoran el agarre al taco y a las riendas.
- Coderas: Brindan protección para los codos del jugador ante posibles golpes o caídas.
- Anteojos protectores: Brindan al jugador seguridad y protección frente a posibles impactos o golpes.
- Fusta: Es flexible y liviana. Se utiliza para dirigir y controlar al caballo.

## El campo
El campo de juego es de 300 por 160 yardas (270 por 150 m), el área de aproximadamente seis campos de fútbol o 9 campos de fútbol americano (10 acres), mientras que el polo de arena mide 96 x 46 metros. El campo de juego se mantiene cuidadosamente con un césped (puede ser de gramilla) bien cortado que proporciona una superficie de juego segura y rápida. Los objetivos son publicaciones que se establecen a ocho yardas de distancia, centradas en cada extremo del campo.
La superficie de un campo de polo requiere un mantenimiento cuidadoso y constante del terreno para mantener la superficie en buenas condiciones de juego. Durante el medio tiempo de un partido, se invita a los espectadores a salir al campo para participar en una tradición de polo llamada "estampado de divot", que se desarrolló no solo para ayudar a reemplazar los montículos de tierra (divots) que son arrancados por los caballos. 'pezuñas, pero también para ofrecer a los espectadores la oportunidad de caminar y socializar.
La construcción del campo de polo está influenciada por varios factores. El sol es un factor importante porque, dependiendo de dónde esté, puede afectar al jugador durante el juego.

## Torneos

### Selecciones
A nivel de selecciones, son tres los torneos que destacan por su alcance global, siendo organizados por la Federación Internacional de Polo (FIP). El primero de ellos es el Campeonato Mundial de Polo, que congrega a la mayor cantidad de participantes, considerando clasificatorias, y en el que participan equipos con 14 goles de hándicap, siendo el evento de mayor continuidad a cargo de representar naciones, celebrándose desde 1987 hasta la actualidad. Luego, viene la Copa del Mundo de Polo en Nieve, que permite hasta 16 goles de hándicap, y la Copa de Supernaciones, que opera a una cota de 24 goles por conjunto; ambos disputados desde 2012. Finalmente, se puede considerar también, como un cuarto campeonato de alcance mundial, las primigenias participaciones que tuvo este deporte en los Juegos Olímpicos entre 1900 y 1936, las que desde entonces no se han vuelto a repetir. Así, al cabo de estos eventos se tiene el siguiente palmarés:
| Selección      | Mundial de Polo (1987-act.) | Mundial de Polo (1987-act.) | Mundial de Polo (1987-act.) | Mundial en Nieve (2012-2017) | Mundial en Nieve (2012-2017) | Mundial en Nieve (2012-2017) | Supernaciones (2012-2014) | Supernaciones (2012-2014) | Supernaciones (2012-2014) | Juegos Olímpicos (1900-1936) | Juegos Olímpicos (1900-1936) | Juegos Olímpicos (1900-1936) | Conjunto | Conjunto | Conjunto | #  |
| Selección      | Oro                         | Plata                       | Bronce                      | Oro                          | Plata                        | Bronce                       | Oro                       | Plata                     | Bronce                    | Oro                          | Plata                        | Bronce                       | Oro      | Plata    | Bronce   | #  |
| Argentina      | 5                           | 1                           | 1                           | 1                            | 1                            | 1                            | 1                         | 0                         | 0                         | 2                            | 0                            | 0                            | 9        | 2        | 2        | 13 |
| Hong Kong      | 0                           | 0                           | 0                           | 3                            | 2                            | 0                            | 2                         | 1                         | 0                         | 0                            | 0                            | 0                            | 5        | 3        | 0        | 8  |
| Brasil         | 3                           | 3                           | 2                           | 1                            | 0                            | 0                            | 0                         | 0                         | 0                         | 0                            | 0                            | 0                            | 4        | 3        | 2        | 9  |
| Inglaterra     | 0                           | 2                           | 3                           | 1                            | 1                            | 2                            | 0                         | 2                         | 0                         | 2                            | 2                            | 1                            | 3        | 7        | 6        | 16 |
| Chile          | 2                           | 2                           | 1                           | 0                            | 0                            | 2                            | 0                         | 0                         | 0                         | 0                            | 0                            | 0                            | 2        | 2        | 3        | 7  |
| Estados Unidos | 1                           | 2                           | 0                           | 0                            | 1                            | 0                            | 0                         | 1                         | 2                         | 0                            | 1                            | 1                            | 1        | 5        | 3        | 8  |
| España         | 1                           | 0                           | 0                           | 0                            | 0                            | 0                            | 0                         | 0                         | 0                         | 0                            | 1                            | 0                            | 1        | 1        | 0        | 2  |
| México         | 0                           | 1                           | 2                           | 0                            | 0                            | 0                            | 0                         | 0                         | 0                         | 0                            | 0                            | 2                            | 0        | 1        | 4        | 5  |
| Sudáfrica      | 0                           | 0                           | 0                           | 0                            | 1                            | 1                            | 0                         | 0                         | 0                         | 0                            | 0                            | 0                            | 0        | 1        | 1        | 2  |
| Australia      | 0                           | 1                           | 0                           | 0                            | 0                            | 0                            | 0                         | 0                         | 0                         | 0                            | 0                            | 0                            | 0        | 1        | 0        | 1  |
| Italia         | 0                           | 1                           | 0                           | 0                            | 0                            | 0                            | 0                         | 0                         | 0                         | 0                            | 0                            | 0                            | 0        | 1        | 0        | 1  |
| Irlanda        | 0                           | 0                           | 0                           | 0                            | 0                            | 0                            | 0                         | 0                         | 0                         | 0                            | 1                            | 0                            | 0        | 1        | 0        | 1  |
| Uruguay        | 0                           | 0                           | 1                           | 0                            | 0                            | 0                            | 0                         | 0                         | 0                         | 0                            | 0                            | 0                            | 0        | 0        | 1        | 1  |
| Francia        | 0                           | 0                           | 0                           | 0                            | 0                            | 0                            | 0                         | 0                         | 0                         | 0                            | 0                            | 1                            | 0        | 0        | 1        | 1  |

### Clubes

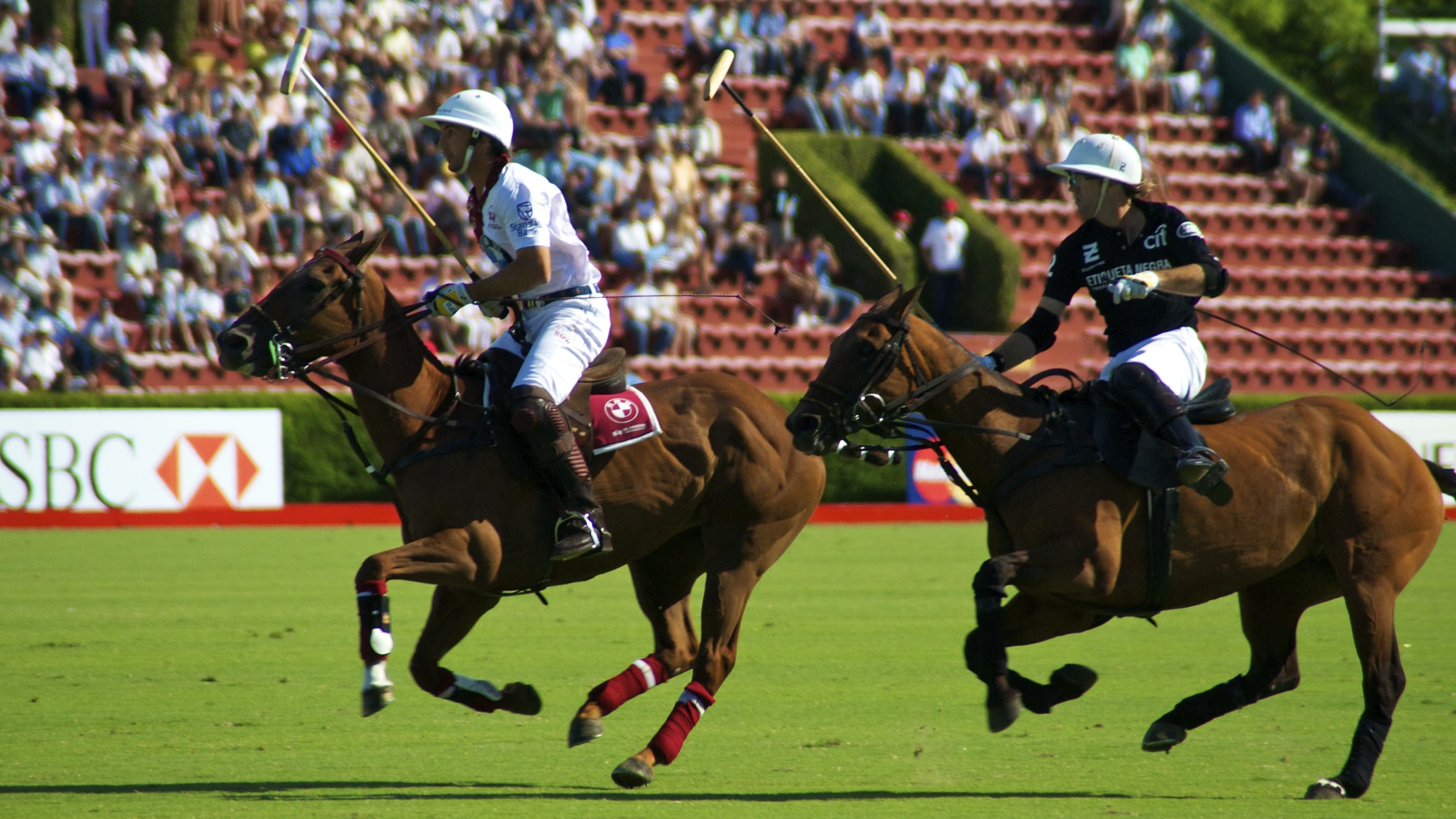
Campeonato Argentino Abierto de Polo, en 2010.

Si bien son numerosos los torneos de clubes y franquicias que se realizan en todo el mundo, los certámenes más importantes en cuanto a hándicap se llevan a cabo en Argentina. Es así como los tres torneos más importantes disputados en este país, que agrupan a equipos de entre 28 a 40 goles, conforman la denominada Triple Corona. Estos son:
- El Campeonato Argentino Abierto de Polo, también llamado Abierto de Palermo, es organizado por la Asociación Argentina de Polo. Es el máximo certamen interclubes y el quinto en antigüedad a nivel mundial que se disputa anualmente. Se juega en el mes de diciembre en el Campo Argentino de Polo de Buenos Aires, ubicado en el barrio de Palermo.
- El Campeonato Abierto de Polo del Hurlingham Club.
- El Campeonato Abierto de Polo del Tortugas Country Club.

### Polo Femenino
En los últimos años el polo femenino ha tenido un crecimiento considerable. Esto se debe no solo a la cantidad de mujeres que comienzan a practicar el deporte, sino también a la cantidad de asociaciones, clubes y torneos creados en torno a las mujeres.
Argentina fue el primer país en implementar reglas específicas para el polo femenino, y hace unos años creó un sistema único de handicap exclusivo para torneos femeninos que ha ayudado a eliminar las comparaciones directas con el puntaje de handicap masculino.
Otras fuerzas fuertes en este deporte son Estados Unidos e Inglaterra. Ambos países tienen una gran trayectoria con respecto al polo femenino y tienen sus propias asociaciones y organizaciones que agrupan a las jugadoras y organizan torneos. En Inglaterra, lo más importante es el Torneo Nacional de Polo Femenino del Reino Unido (en el cual 30 equipos compiten anualmente) y en los Estados Unidos tiene lugar el prestigioso Torneo de Campeonato Femenino (WCT).